# Libellula quadrimaculata
La libélula de cuatro puntos (Libellula quadrimaculata) es una especie de odonato anisóptero distribuido en todo el Holártico.

## Características
La libélula de cuatro puntos tiene un tamaño de cuatro a cinco cm y de ocho de envergadura alar, su nombre obedece a las manchas oscuras situadas sobre las alas, dos manchas por ala, la parte superior interior de las alas tiene una coloración amarillo ahumado.

## Distribución
En todo el holártico: en Europa, el Magreb, en Asia y en Norteamérica. En Europa hasta el Círculo Polar inclusive, en las zonas montañosas hasta los 1000 m s. n. m. Más abundante cuanto más al norte de su área de distribución. Esta especie realiza vuelos migratorios, compuesto por innumerables ejemplares.
Las fases juveniles habitan en aguas estancadas y los adultos en su entorno. En particular en las lagunas cenagosas y ciénagas profundas.